# Regionalismo bien entendido
«Regionalismo bien entendido», parfois «sano regionalismo bien entendido» (en espagnol ; littéralement « [sain] régionalisme bien compris »), est une expression désignant une forme de régionalisme espagnol, notamment celui promu par certains secteurs du régime franquiste, qui se caractérise par sa compatibilité voire son adhésion à un nationalisme espagnol centraliste. Le terme est surtout appliqué au Pays valencien, auquel cas on parle également de «valencianismo bien entendido, » (« valencianisme bien compris »).
Parmi ses représentants les plus notoires figurent Miguel Ramón Izquierdo (1919-2007), dernier maire franquiste de Valence (1973-1979), et Ignacio Carrau (1923-2015), dernier président franquiste de la Députation provinciale de Valence (1975-1979),.
Il est parfois appliqué à d'autres périodes historiques que la dictature franquiste, par exemple pour qualifier certains auteurs conservateurs de la Renaixença valencienne, comme Teodor Llorente.